# Batteria Paradiso
La batteria Paradiso è una fortificazione nel valico alpino del colle del Moncenisio realizzata fra il 1904 e il 1908; inizialmente in territorio italiano, a seguito del trattato di Parigi la zona ove sorgeva venne ceduta alla Francia; rimangono solo alcuni ruderi.

## Storia
La batteria venne costruita tra il 1904 ed il 1908 sulla sommità del massiccio roccioso del Paradiso, posto al termine meridionale del pianoro del Moncenisio, subito a nord della Piana di San Nicolao, posto a (1960 m s.l.m.).
Fu la prima delle due batterie corazzate ad essere costruita sul pianoro del Moncenisio insieme a quella nota come Batteria La Court; venne costruita successivamente all'edificazione dei forti ottocenteschi (forte Cassa, forte Roncia e forte Varisello) in seguito alla constatazione che tali opere non sarebbero più state adatte a contrastare un eventuale attacco da parte della Francia contro la Valle di Susa.
Era servita dalla strada militare bivio Forte Cassa-Batteria Paradiso, che la collegava con il sottostante forte Cassa e con la batteria La Court, costruita nel versante verso il pianoro del Moncenisio, quindi più esposta ai tiri nemici, e dalla strada militare Batteria Paradiso che la collegava direttamente alla Piana di San Nicolao, molto più tortuosa ma realizzata al riparo dal tiro nemico grazie alla protezione del saliente roccioso delle Scale del Moncenisio, lunga circa 2.700 metri.
La batteria, una delle uniche 4 batterie corazzate del Vallo alpino occidentale assieme alla Batteria dello Chaberton, al Forte Pramand ed alla Batteria La Court, fu poco utilizzata fino allo scoppio della Seconda guerra mondiale; i suoi armamenti, assieme a quelli della Batteria La Court, non vennero spostati al fronte orientale durante il primo conflitto mondiale ma vennero lasciati in situ per garantire una difesa contro un'eventuale invasione del Colle del Moncenisio.
Durante il Secondo conflitto mondiale, invece, gli armamenti della batteria furono tra i più attivi del Vallo alpino occidentale, in quanto vennero utilizzati per bombardamenti sia nella battaglia del giugno '40 che, una volta conquistati dai tedeschi, in quelle del 1944-1945.
In seguito alla sconfitta dell'Italia nella seconda guerra mondiale e alle condizioni del trattato di Parigi, la zona del Moncenisio venne ceduta alla Francia e, di conseguenza, anche l'altura del Paradiso. La Batteria venne completamente disarmata e smantellata a seguito del trattato; nel 1960, a seguito dei lavori di costruzione della nuova diga del Lago del Moncenisio intrapresi da EDF, i resti della batteria e l'intera sommità dell'altura su cui essa poggiava vennero utilizzati come materiali da riempimento e, quindi, asportati completamente.
Resta solamente il corpo di guardia dell'opera, posto al termine della strada militare che conduce alla Piana di San Nicolao, mentre di tutto il resto della batteria non resta più nulla.

## Descrizione

Pianta della Batteria, con piano superiore ed inferiore

Era una batteria corazzata costituita da un blocco di calcestruzzo alla prova parallelepipoidale su due piani, come la vicina e coeva Batteria La Court; al piano terra erano previsti i locali tecnici e gli alloggi della truppa di stanza al presidio. Al piano superiore, raggiungibile tramite 2 scale poste alle due estremità del corridoio del primo piano, vi erano le riservette e le scale a chiocciola che conducevano ai pozzi dei cannoni.
Il forte era dotato di 4 pozzi principali per i 4 cannoni 149/35 A in cupola corazzata di tipo Grillo e di altri 2 pozzi, uno per parte rispetto a quelli più grandi, che in origine dovevano essere armati con 2 cannoni da 57. L'apertura dei pozzi contenenti i cannoni retrattili era coperta da una cupola di ghisa spessa circa 14 cm e avente forma a guscio di tartaruga; i pozzi, con diametro di 5 metri e profondità di 2, erano a pianta circolare e consentivano un ottimo occultamento dell'armamento del forte.
La batteria, cosa unica nel suo genere, non aveva un locale polveriera, ma gli esplosivi e i proietti erano conservati in un locale appositamente riservato al piano terra della struttura, vicino all'ingresso dello stesso. La batteria era inoltre dotata di una galleria fortificata per la difesa ravvicinata lunga circa 600 metri lungo lo spalto a ovest della stessa e alla quale si accedeva tramite un tunnel dal piano terra. Era poi presente il corpo di guardia della batteria, posto al termine della strada di collegamento con la sottostante Piana di San Nicolao, dotato di feritoie per la difesa ravvicinata del forte.